# Zgierz
Zgierz is een stad in het Poolse woiwodschap Łódź, gelegen in de powiat Zgierski. De oppervlakte bedraagt 42,33 km², het inwonertal 58.164 (2007).
Het is een van de oudste steden in Centraal- Polen. Het verkreeg stadsrechten in de 13de eeuw. Ondanks zijn rijke geschiedenis heeft het vooral de architectuur van een buitenwijk.
Tevens wordt Zgierz genoemd als mogelijk geografisch middelpunt van Europa.

## Partnersteden
- Kežmarok (Slowakije)
- Glauchau (Duitsland)
- Hódmezővásárhely (Hongarije)
- Kupiškis (Litouwen)
- Maniewicze (Oekraïne)
- Orzysz (Polen)
- Supraśl (Polen)

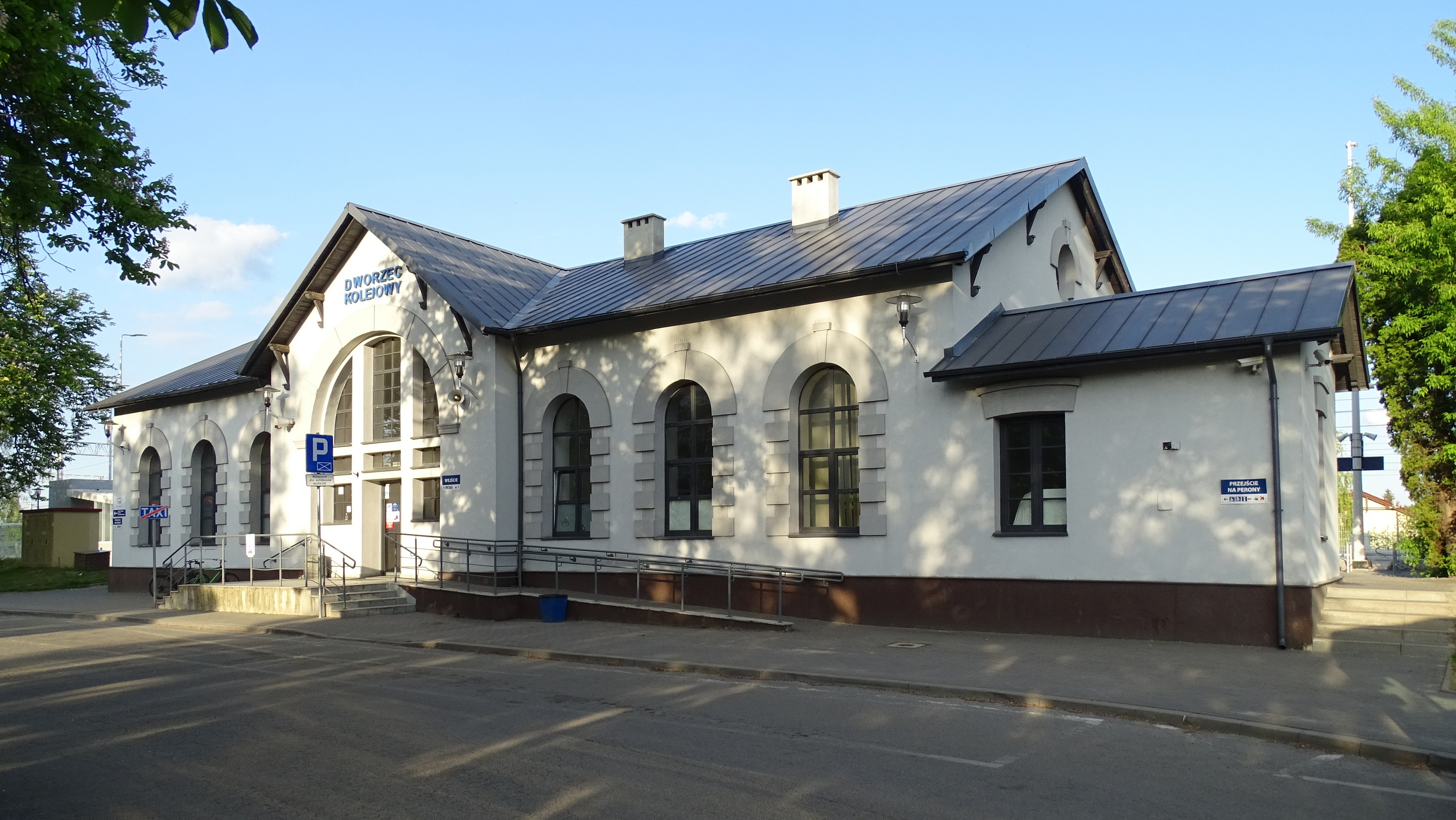
Station Zgierz
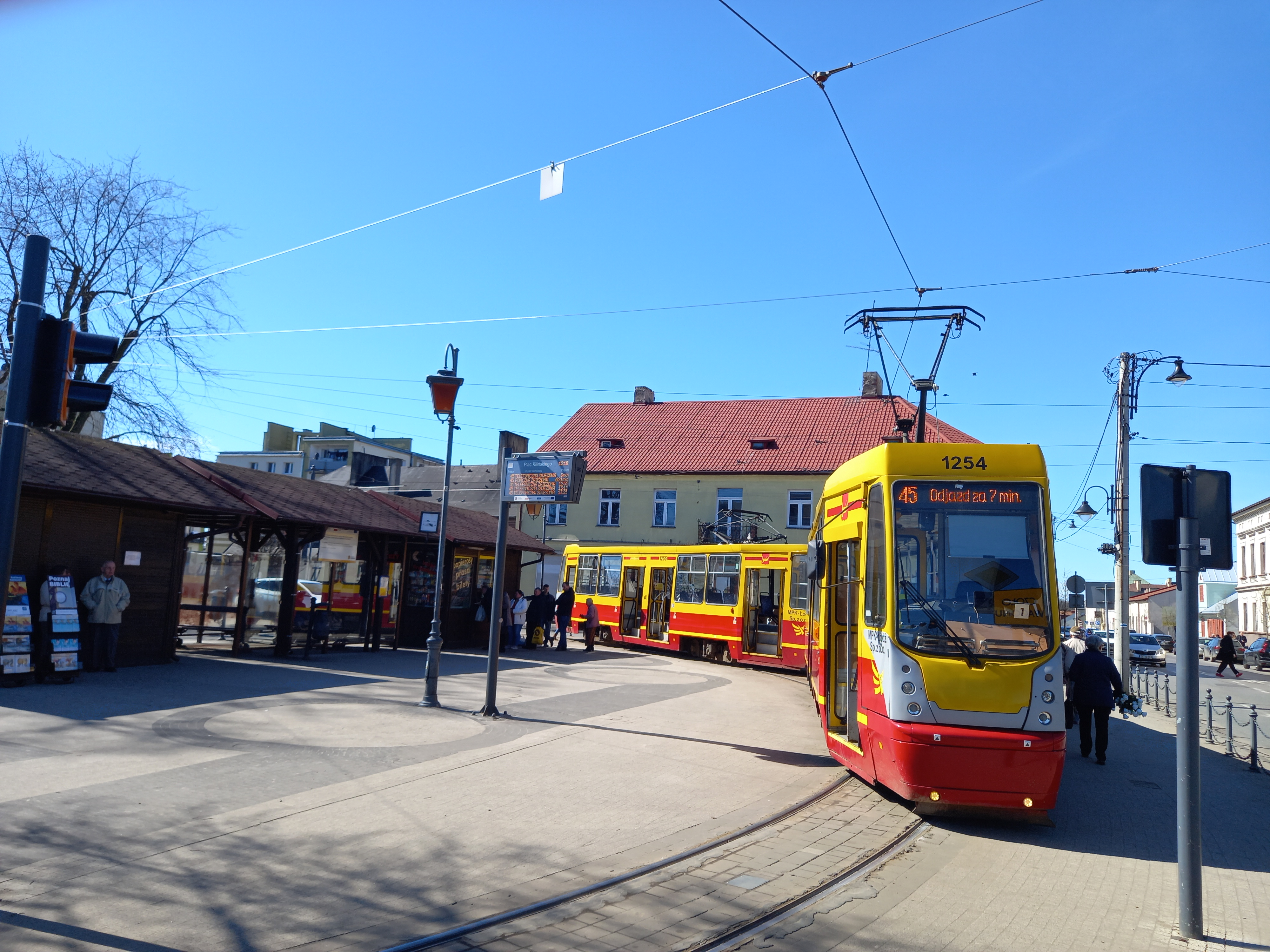
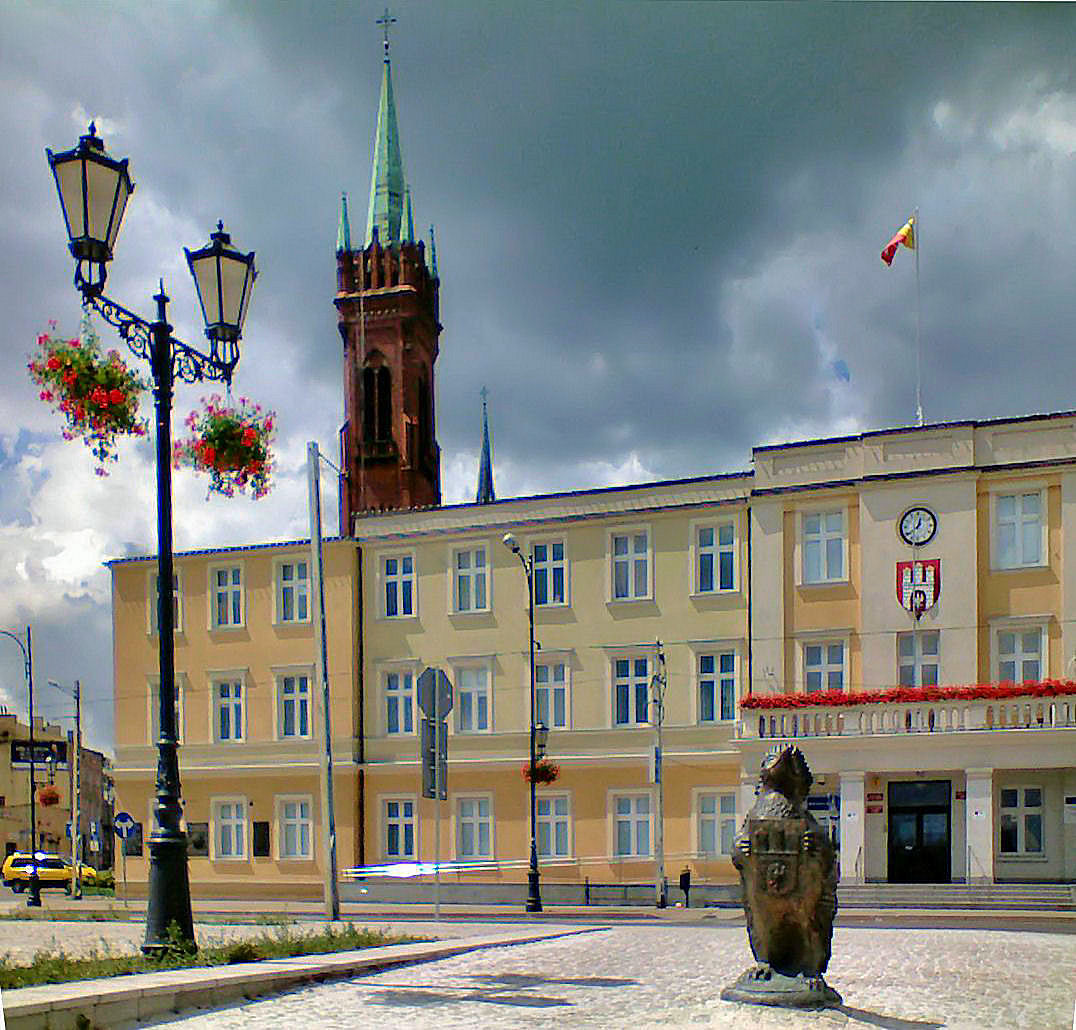

## Geboren
- Tomasz Kłos (1973), voetballer